# McArthur (Ohio)
McArthur – wieś w Stanach Zjednoczonych, w stanie Ohio, siedziba administracyjna hrabstwa Van Wert.